# Станоје
Станоје је мушко српско име словенског порекла. Познате особе са овим именом су:
- Станоје Главаш (1763–1815), српски војни заповедник
- Станоје Јоцић (рођен 1932), српски фудбалер
- Станоје Станојевић (1874–1937), српски историчар